# برونو ريسي
برونو ريسي مواليد 6 سبتمبر 1968 في سويسرا، هو دراج سويسري سابق. سبق أن شارك في دورة الألعاب الأولمبية الصيفية وفاز بميدالية أولمبية.

## الميداليات
| الميدالية | المسابقة                       |
| --------- | ------------------------------ |
| فضية      | الألعاب الأولمبية الصيفية 2004 |

## روابط خارجية
- برونو ريسي على موقع أرشيف الدراجات (الإنجليزية)
- برونو ريسي على موقع إحصائيات الدراجات الإحترافية (الإنجليزية)
- برونو ريسي على موقع CycleBase (الإنجليزية)
- برونو ريسي على موقع أوليمبيديا (الإنجليزية)